# نواه ألن
نواه ألن (Noah Allen)هو لاعب كرة قدم أمريكي في مركز الوسط، ولد في 28 أبريل 2004 في بيمبروك باينز في الولايات المتحدة.

## وصلات خارجية
- نواه ألين على موقع الدوري الأمريكي (الإنجليزية)
- نواه ألين على موقع قاعدة بيانات كرة القدم.إي يو (الإنجليزية)
- نواه ألين على موقع Soccerway.com (الإنجليزية)